# Ljuba Ninković
Ljubomir "Ljuba" Ninković (Szendrő, 1950. november 17. –) szerb énekes, gitáros, zeneszerző, a S vremena na vreme együttes alapító tagja.

## Életútja
Szülőhelyén, Szendrőn végezte az általános iskolát és a gimnáziumot. Több amatőr zenekarban játszott, 1967-ben a The Spooks együttes tagja lett, majd 1969-ben a fiatal énekesek számára megrendezett Gong klub versenyen Kao vreme ispred nas cím szerzeményével elnyerte az első helyezettnek járó díjat. Ezután a belgrádi rádiónak dolgozott mint zeneszerző, majd 1972-ben Asim Sarvannal, Vojislav Đukić-csal és Miomir Đukić-csal közösen megalapították a S vremena na vreme együttest. Hét éves fennállásuk során tíz kislemezt és három nagylemezt adtak ki, rajtuk olyan dalokkal mint a Dixie band, a Put putuje karavan, a Sunčana strana ulice, a Moj svet, a Kao vreme ispred nas vagy a Tema classica. Jugoszlávia legjobb akusztikus zenekarának tartották őket, hangzásvilágukban számtalan népi hangszert alkalmaztak. 1980-ban Vladimir Janković-Džettel közösen Ninković létrehozta a Tunel nevű formációt. 1988 és 1992 között a S one strane duge c. népszerű televíziós gyermekműsor számára komponált zenét. Később színházi darabokhoz írt zenét. 1999-ben kezdte meg együttműködését Bilja Krstić-csel, akivel a Bistrik nevű projekten mint hangszerelő dolgozott. A Zanovet csoport egyik alapítója, majd a Zlatopis csoport vezetőjeként  2014-ben azonos címmel lemezt adott ki. Második szólóalbumát 2020 áprilisában Retromet címmel jelentette meg.